# Chowdagondanahalli, Holalkere
Chowdagondanahalli là một làng thuộc tehsil Holalkere, huyện Chitradurga, bang Karnataka, Ấn Độ.